# Lay Shi
Lay Shi är en kommun i Myanmar.   Den ligger i regionen Sagaingregionen, i den norra delen av landet, 600 km norr om huvudstaden Naypyidaw.